# Andrena fabrella
Andrena fabrella är en biart som beskrevs av Pérez 1903. Andrena fabrella ingår i släktet sandbin, och familjen grävbin. Inga underarter finns listade i Catalogue of Life.